# Соляний промисел Тайконир
Соляний промисел Тайконир – виробничий майданчик з видобутку кам'яної солі на півночі Казахстану, що знаходиться за сотню кілометрів на північний захід від міста Павлодар.
Промисловий видобуток солі з озера Таконир почали у 2011 році для забезпечення потреб Павлодарського содового заводу, куди сіль доправляють автомобільним транспортом. В середині того ж десятиліття на узбережжі Такониру змонтували лінію з промивки від мулу та подрібнення продуктивністю 70 тонн на годину (або 54 тисячі тонн за сезон видобутку, що триває в теплий період року з квітня по жовтень).
Запаси солі в озері оцінюються у 2 млн тонн.